# Algar de Palància
Algar de Palància o simplement Algar és un municipi del País Valencià situat a la comarca del Camp de Morvedre.

## Geografia
Municipi situat entre les serres d'Espadà i Calderona, a les riberes del riu Palància. La superfície del terme és irregular, prou muntanyosa, amb zones planes a les riberes del Palància. Les altures principals són: Castellet (371 m), la Solana (337 m), Picaio (385 m) i Racó de Mateu (422 m). El Palància creua el terme per la seua banda central, de nord-oest a sud-oest; per l'esquerra, afluïx la rambla d'Assuévar i per la dreta la rambla d'Arruïnes, que servix de límit entre Algar de Palància i el terme d'Alfara de la Baronia. El clima és mediterrani, amb 16,1 °C de temperatura mitjana anual i 447 mm de precipitació. El poble s'alça junt al marge dret del Palància, en un xicotet altell.
Limita amb Alfara de la Baronia i Torres Torres (a la mateixa comarca) i amb Sogorb, Sot de Ferrer i Soneixa (a la comarca de l'Alt Palància). S'accedix a esta localitat, des de València, mitjançant la A-23 i prenent després la CV-327. Un altre trajecte més còmode és utilitzar la A-23 i prendre'n, a l'eixida 18, la N-225.

## Història
D'origen àrab, va ser conquistat l'any 1238, pertanyé a l'Orde de la Mercé i mantingué la seua població morisca fins a la data de la seua expulsió, el 1609, per la qual cosa va quedar pràcticament despoblada. El 1610 és novament repoblada per cristians.

## Demografia
| 1990 | 1992 | 1994 | 1996 | 1998 | 2000 | 2002 | 2004 | 2006 | 2007 | 2008 | 2011 |
| ---- | ---- | ---- | ---- | ---- | ---- | ---- | ---- | ---- | ---- | ---- | ---- |
| 395  | 396  | 397  | 413  | 416  | 428  | 422  | 450  | 523  | 542  | 568  | 576  |

## Economia
Les 245 ha del terme són de propietat comunal, cobertes de pins i muntanya baixa; s'utilitzen per a pastos d'hivern. La ramaderia és de caràcter domèstic. La garrofera ocupa la major part del secà, seguida per les oliveres, vinyes, ametlers i cereals. La superfície de regadiu comprèn els cultius com ara tarongers, llimeres, cirerers i excel·lents nispros. A nivell industrial, hi ha una fàbrica de farines i una altra d'algeps.

## Política i govern

### Composició de la Corporació Municipal
El Ple de l'Ajuntament està format per 7 regidors. En les eleccions municipals de 26 de maig de 2019 foren elegits 3 regidors de Junts per Algar (JPA), 2 del Partit Socialista del País Valencià-PSOE (PSPV-PSOE) i 2 del Partit Popular (PP).
| Eleccions municipals de 26 de maig de 2019 - Algar de Palància                                                                                                  |                                          |                                     |                                     |      |          |          |
| Candidatura | Candidatura                              | Candidatura                         | Cap de llista                       | Vots | Vots     | Regidors |
| | Junts per Algar                          |                                     | Juan Emilio Lostado Gascó           | 148  | 47,59%   | 3 (-1)   |
| | Partit Socialista del País Valencià-PSOE |                                     | Jacinto José Lacarra Oltra          | 81   | 26,05%   | 2 (+1)   |
| | Partit Popular                           |                                     | Amable Mondragón Salt               | 75   | 24,12%   | 2 ()     |
| | Vots en blanc                            |                                     |                                     | 7    | 2,25%    |          |
| Total vots vàlids i regidors | Total vots vàlids i regidors             | Total vots vàlids i regidors        | Total vots vàlids i regidors        | 311  | 100 %    | 7        |
| | Vots nuls                                | Vots nuls                           | Vots nuls                           | 3    | 0,96%    |          |
| Participació (vots vàlids més nuls) | Participació (vots vàlids més nuls)      | Participació (vots vàlids més nuls) | Participació (vots vàlids més nuls) | 314  | 78,89%** |          |
| Abstenció | Abstenció                                | Abstenció                           | Abstenció                           | 84*  | 21,11%** |          |
| Total cens electoral | Total cens electoral                     | Total cens electoral                | Total cens electoral                | 398* | 100 %**  |          |
| Alcalde: Juan Emilio Lostado Gascó (JPA) (15/06/2019) Per ser la llista més votada, després de no haver obtingut majoria absoluta dels regidors (3 vots de JPA) |                                          |                                     |                                     |      |          |          |
| Fonts: Ministeri de l'Interior, Junta Electoral de Zona de Sagunt. Periòdic Ara. (* No són vots sinó electors. ** Percentatge respecte del cens electoral.)     |                                          |                                     |                                     |      |          |          |

### Alcaldes
Des de 2011 l'alcalde d'Algar de Palància és Juan Emilio Lostado Gascó, que es presentà pel PSPV, i en 2015 revalidà el seu càrrec amb Tots Junts per Algar (TJA), l'any 2019 es presentà novament a les eleccions amb el partit rebatejat com a Junts per Algar (JPA).
| Període                       | Alcalde o alcaldessa      | Partit polític | Data de possessió | Observacions |
| ----------------------------- | ------------------------- | -------------- | ----------------- | ------------ |
| 1979–1983                     | Juan Gascó i Bojó         | UCD            | 19/04/1979        | --           |
| 1983–1987                     | Federico Cabrero i Pomer  | PSPV-PSOE      | 28/05/1983        | --           |
| 1987–1991                     | Josep Catalunya i Albert  | AIA            | 30/06/1987        | --           |
| 1991–1995                     | Josep Catalunya i Albert  | PSPV-PSOE      | 15/06/1991        | --           |
| 1995–1999                     | Josep Catalunya i Albert  | IPA            | 17/06/1995        | --           |
| 1999–2003                     | Juan Arnal Font           | PP             | 03/07/1999        | --           |
| 2003–2007                     | Juan Arnal Font           | PP             | 14/06/2003        | --           |
| 2007–2011                     | Juan Arnal Font           | PP             | 16/06/2007        | --           |
| 2011–2015                     | Juan Emilio Lostado Gascó | PSPV-PSOE      | 11/06/2011        | --           |
| 2015–2019                     | Juan Emilio Lostado Gascó | TJA            | 13/06/2015        | --           |
| 2019-2023                     | Juan Emilio Lostado Gascó | JPA            | 15/06/2019        | --           |
| Des de 2023                   | Amable Mondragón Salt     | PP             | 17/06/2023        | --           |
| Fonts: Generalitat Valenciana |                           |                |                   |              |

## Monuments
- Església Parroquial. D'estil barroc, data del segle xviii, i està dedicada a la Mare de Déu de la Mercé.
- Antiga torre defensiva d'Algar. D'origen àrab.

## Llocs d'interès
- Assut d'Algar. D'on pren aigües del Palància la Séquia Major de Sagunt; la seua construcció data dels segles xiii al XIV.

## Festes locals
- Sant Antoni Abat. Se celebra el 17 de gener.
- Vuitaba. En la tercera setmana d'agost té lloc esta festa el major exponent de la qual són els bous al carrer.
- Festes patronals. Se celebren en honor de la Mare de Déu de la Mercé, a sant Pere Nolasc i a sant Ramon Nonat, a partir del 21 de setembre.

## Cultura
L'ajuntament d'Algar publicà en 2024 la «Ruta del Cinema». A Algar s'han filmat:
- La pel·lícula L'àvia i el foraster (2024), situada al poble ficcionari d'Alcalà de la Serra, rodada en gran part a Algar.
- La campanya d'estiu de la Loteria de Nadal de 2024, titulada «El millor lloc del món»,[11] a la Plaça Major.
- L'harem d'Anibal (2002).